# فرانشيسكا رومانا كولوزي
فرانشيسكا رومانا كولوزي (بالإيطالية: Francesca Romana Coluzzi)‏ هي ممثلة إيطالية، ولدت في 20 مايو 1943 في ألبانيا، وتوفيت في 15 يوليو 2009 بروما في إيطاليا بسبب سرطان الرئة.

## وصلات خارجية
- فرانشيسكا رومانا كولوزي على موقع IMDb (الإنجليزية)
- فرانشيسكا رومانا كولوزي على موقع ألو سيني (الفرنسية)
- فرانشيسكا رومانا كولوزي على موقع أول موفي (الإنجليزية)
- فرانشيسكا رومانا كولوزي على موقع قاعدة بيانات الأفلام السويدية (السويدية)
- فرانشيسكا رومانا كولوزي على موقع قاعدة بيانات الفيلم (الإنجليزية)
- فرانشيسكا رومانا كولوزي على موقع كينوبويسك (الروسية)